# 阿普里爾齊

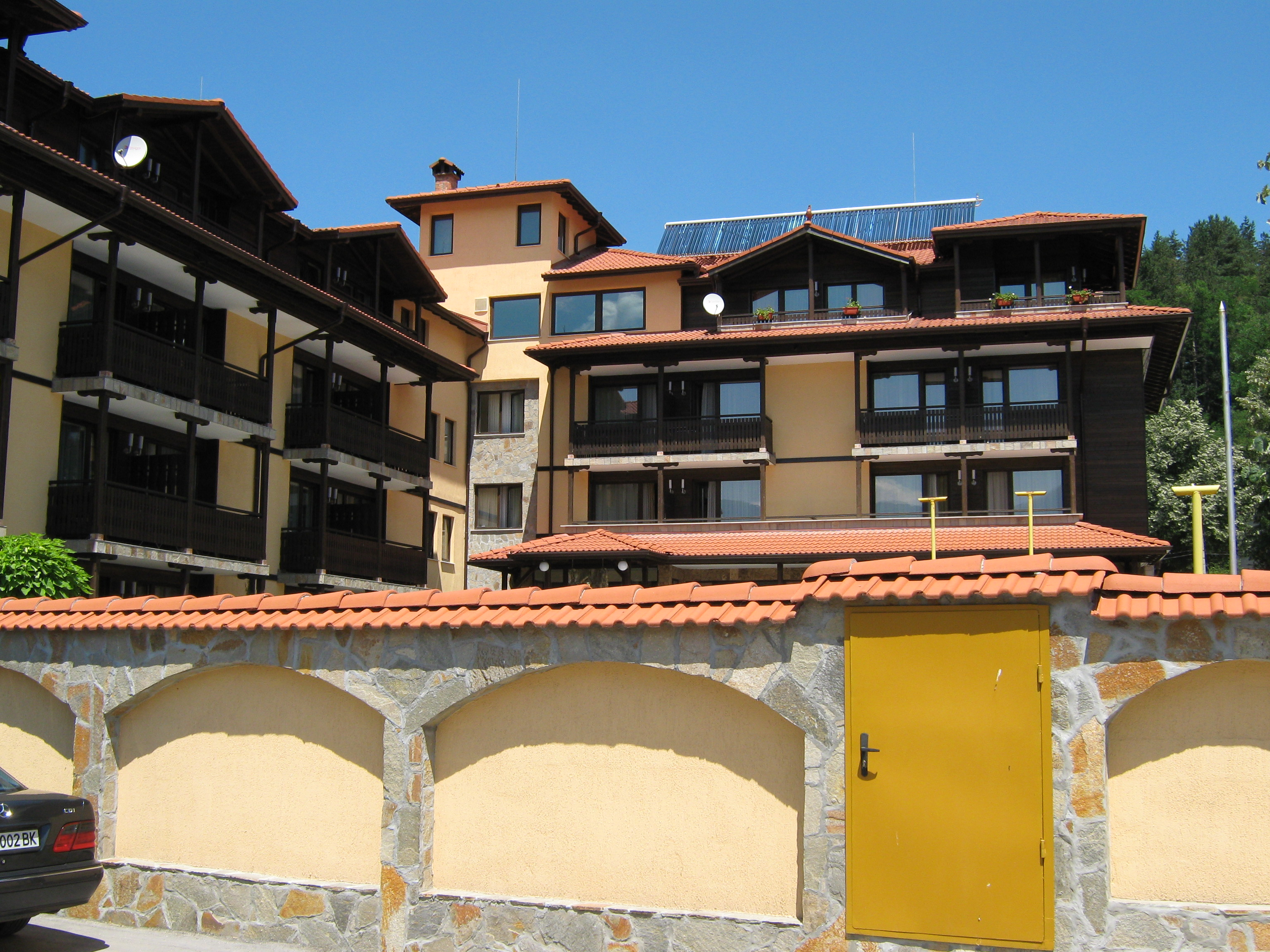

阿普里爾齊是保加利亞的城鎮，位於該國中部，距離首府洛維奇50公里，由洛維奇州負責管轄，面積203.1平方公里，海拔高度550米，2011年人口3,318，居民主要信奉東正教。

## 外部連結
- Tourism Activities in Apriltsi （页面存档备份，存于）
- Info Portal Apriltsi （页面存档备份，存于）
- Apriltsi - A paradise in the heart of Stara planina （页面存档备份，存于）